# Angrebet på Alexandria
Angrebet på Alexandria den 19. december 1941 var sænkningen af to Royal Navy slagskibe i Alexandrias havn i Egypten, der blev udført ved hjælp af bemandede torpedoer ført af italienske dykkere fra Decima Flottiglia MAS.

## Baggrund
Den 3. december forlod ubåden Sciré, der tilhørte Regia Marina (den italienske flåde), under ledelse af løjtnant Junio Valerio Borghese flådebasen i La Spezia med tre bemandede torpedoer med det italienske tilnavn maiali (gris). På øen Leros i Det Ægæiske Hav opsamlede ubåden i hemmelighed seks besætningsmedlemmer for dem: Premierløjtnant Luigi Durand de la Penne og underofficer Emilio Bianchi (gris nr. 221), løjtnant Vincenzo Martellotta og underofficer Mario Marino (gris nr. 222), og løjtnant Antonio Marceglia og underofficer Spartaco Schergat (gris nr 223).

## Angrebet
Den 19. december 1941 blev de tre bemandede torpedoer sendt ud fra Sciré 15 meter under havets overflade og 2,1 km fra Alexandrias havn. Torpedoerne sejlede ind i marinebasen, da briterne åbnede deres forsvar for at lade tre britiske destroyere passere. De la Penne og hans besætningsmedlem Emilio Bianchi stødte på mange vanskeligheder, da de kom ind i havneområdet. For det første standsede motoren på torpedoen og de to frøer måtte skubbe den manuelt fremad; derefter måtte Bianchi gå til overfladen på grund af problemer med ilttanken, så de fik Penne til at skubbe torpedoen til det sted, hvor HMS Valiant lå. Det lykkedes ham at placere bomben på undersiden af skroget på Valiant. Da de begge måtte gå til overfladen for at få ilt og Bianchi var såret, blev de opdaget og taget.
Begge holdt deres mund og de blev lukket inde i et rum ombord på Valiant, som var under havets overflade og direkte over det sted, hvor bomben var blevet fastgjort. 15 minutter før eksplosionen bad de la Penne om at møde Valiants kaptajn Charles Morgan. De la Penne fortalte ham om den forestående eksplosion, men nægtede at give yderligere oplysninger, så han blev sendt tilbage til rummet. Heldigvis blev hverken han eller Bianchi alvorligt såret, da bomben eksploderede lige ved siden af dem. De la Penne fik en mindre skade i hovedet forårsaget af en frithængende kæde på skibet
De øvrige fire torpedo mænd blev også fanget af det egyptiske politi og overdraget til briterne, men det skete først, efter at italienernes bomber havde sænket HMS Valiant og Queen Elizabeth. Det norske tankskib Sagona på 7.870 tons mistede agterspejlet, og destroyeren HMS Jervis blev alvorligt skadet. Selvom de to slagskibe sank på kun et par meters dybde og senere blev hævet, var de ude af drift i over et år.
Angrebet repræsenterede en dramatisk ændring i krigen i de kommende seks måneder set fra et strategisk synspunkt. Den italienske flåde havde herredømmet i de centrale og østlige dele af Middelhavet.

## Film
Angrebet er portrætteret i begyndelsen af filmen The Silent Enemy (1958). En film fra 1962, The Valiant, handler om sænkningen af HMS «Valiant» i Alexandria havn. Der er også en italiensk film fra 1953 (I sette dell'Orsa maggiore) om angrebet, med nogle af de ægte medlemmer af Flottiglia MAS som medvirkende.